# 弗雷努维尔
弗雷努维尔（法語：Frénouville，法語：[fʁenuvil] ⓘ）是法国卡尔瓦多斯省的一个市镇，位于该省中北部，属于卡昂区和沙丘谷市镇公共社区，其市镇面积为6.45平方公里，2022年1月1日时人口数量为2022人。
弗雷努维尔位于卡昂市区东南，是卡昂近郊重要的卫星城之一。在市镇合作上属于沙丘谷市镇公共社区的组成部分。

## 行政
弗雷努维尔的邮政编码为14630，INSEE市镇编码为14287。

## 地理

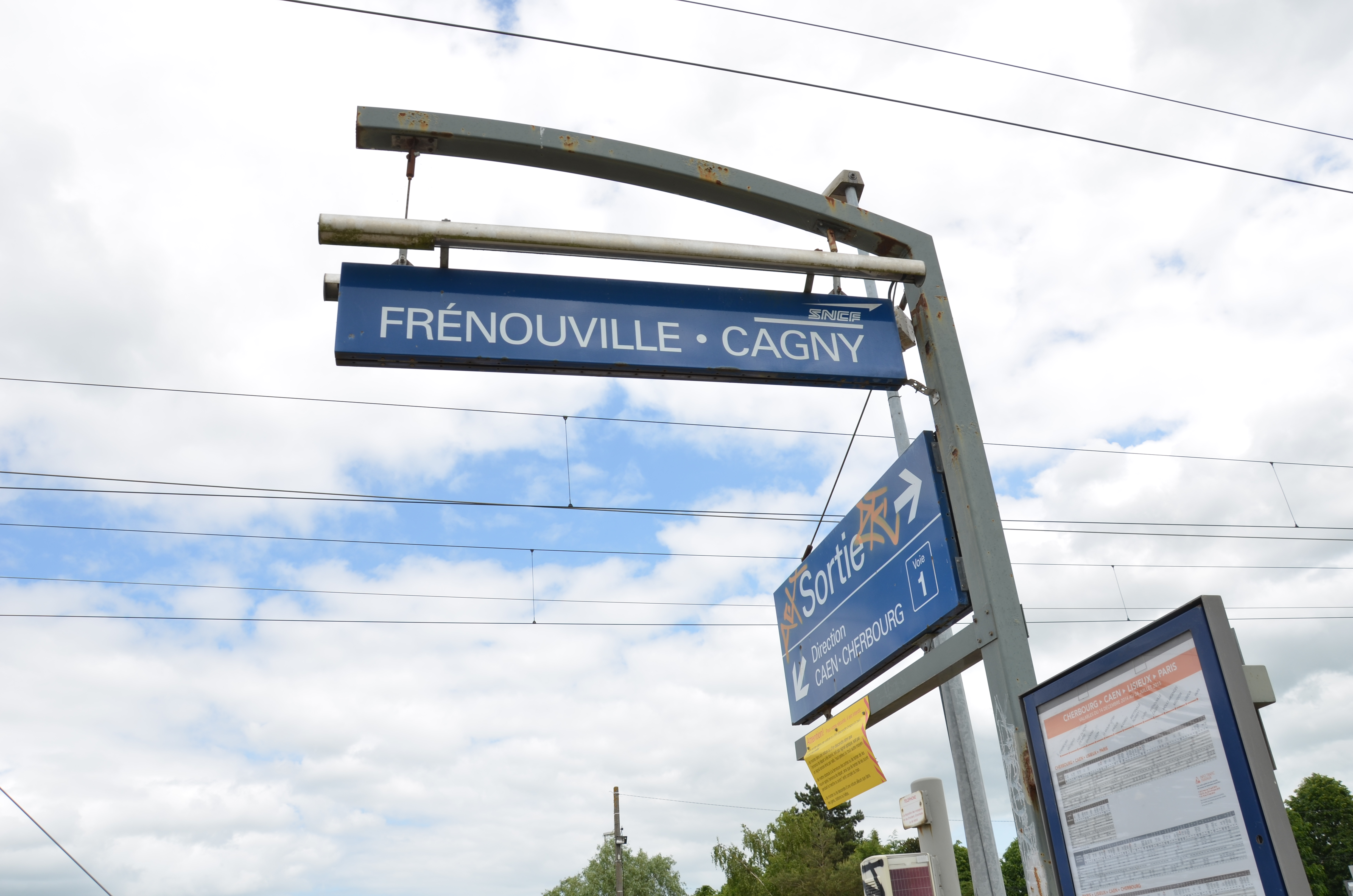
弗雷努维尔-卡尼火车站

弗雷努维尔（49°8'13"N, 0°14'39"W）位于法国西北部，诺曼底大区中西部和卡尔瓦多斯省中北部，距离省会卡昂大约8公里。
与弗雷努维尔接壤的市镇包括：贝朗格勒维尔、布尔盖比、卡尼、埃米耶维尔、格朗特维尔、索利耶、维蒙。
弗雷努维尔境内地势平坦，海拔在9至47米之间。
市镇范围东南部有少量水域。
按照柯本气候分类法，弗雷努维尔属于较为典型的温带海洋性气候，全年温差较小，降水分布均匀。

## 地名
弗雷努维尔一名来源于梣树，最初以的形式被记载。

## 交通
卡尔瓦多斯省省道D41和D613线经过境内。弗雷努维尔-卡尼站停靠往返于卡昂和利雪之间的区域列车。

## 政治
现任弗雷努维尔市长为阿兰·波尔凯（Alain Porquet）先生，他是一名无党派人士。

## 人口
| 年份   | 1936 | 1946 | 1954 | 1962 | 1968 | 1975 | 1982  | 1990  | 1999  | 2006  | 2007  | 2008  | 2013  | 2018  |
| ------ | ---- | ---- | ---- | ---- | ---- | ---- | ----- | ----- | ----- | ----- | ----- | ----- | ----- | ----- |
| 人口數 | 378  | 472  | 465  | 585  | 741  | 938  | 1,124 | 1,266 | 1,478 | 1,593 | 1,609 | 1,624 | 1,960 | 1,944 |

## 旅游
弗雷努维尔市镇范围南部有一处名叫的综合野营地。